# Oettingen-Baldern
Oettingen-Baldern war eine Linie des schwäbisch-fränkischen Adelshauses Oettingen. Sie entstand durch die Teilung der Linie Oettingen-Alt-Wallerstein im Jahre 1623. Die Grafen zu Oettingen-Baldern starben 1789 aus. Die Besitzungen darunter Schloss Baldern und Burg Katzenstein sowie die Herrschaft Sötern, gingen an die Linie Oettingen-Wallerstein über.

## Grafen zu Oettingen-Baldern
Ernst I. (1584–1626), gründet die Linie Oettingen-Baldern. Unter seinen Söhnen teilt sich das Haus in zwei Zweige:

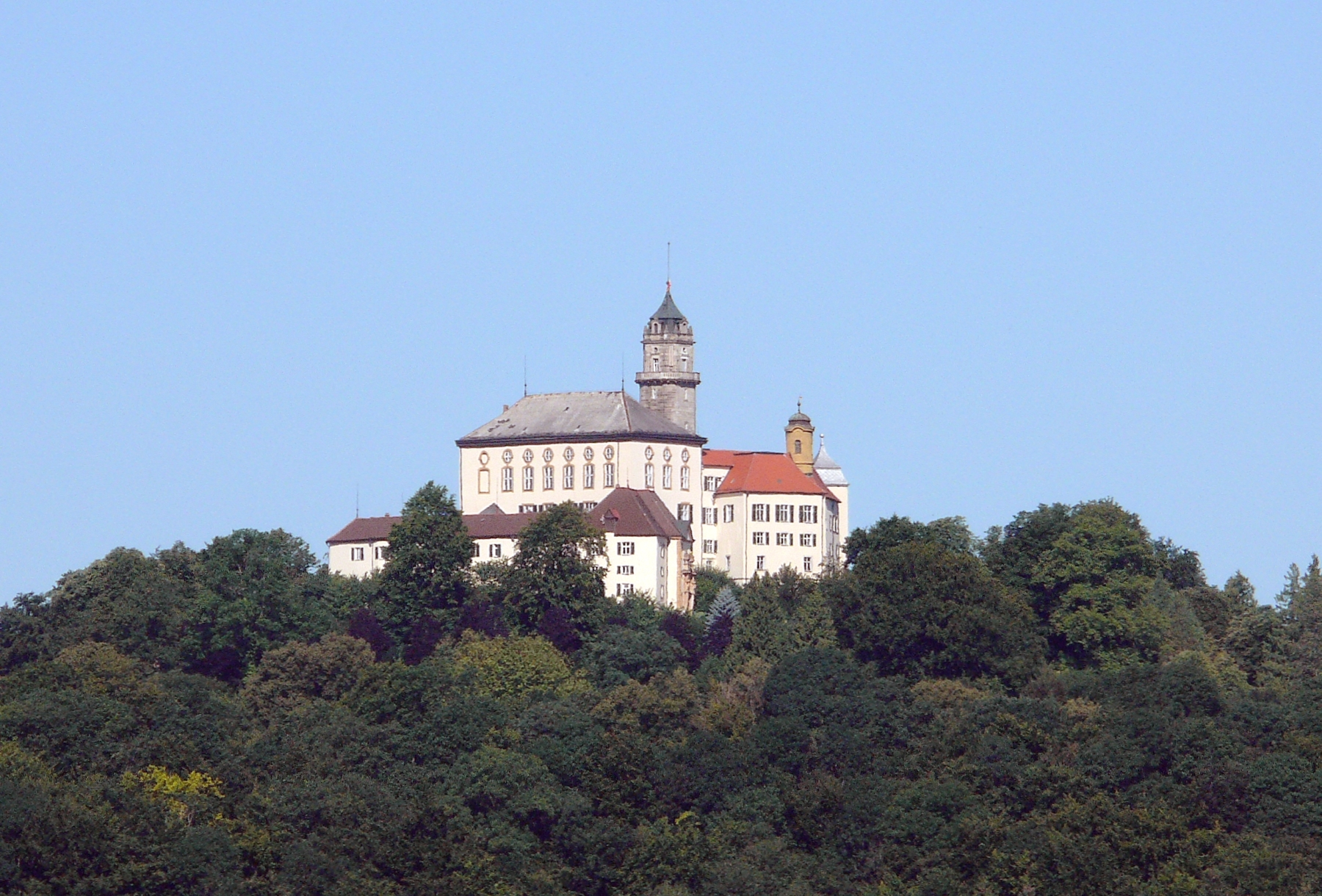
Schloss Baldern

### Linie Baldern

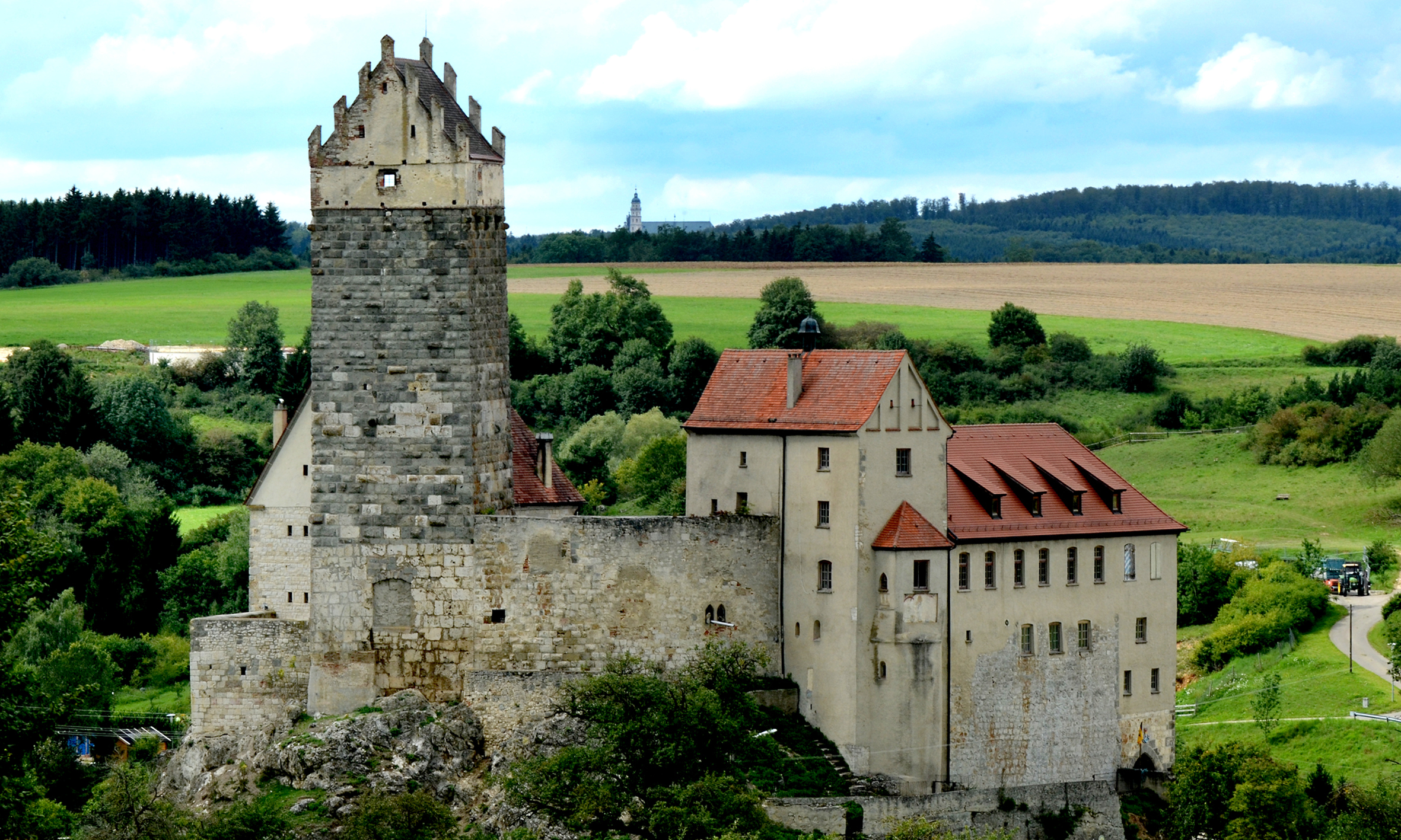
Burg Katzenstein

- Martin-Franz (1621–1653)
  - Ferdinand Maximilian (1640–1687)

### Zweig Katzenstein
- Friedrich Wilhelm (1618–1677)
  - Notger Wilhelm (1650–1693), regiert ab 1677 Katzenstein und ab 1687 Baldern. War verheiratet mit Sidonie von Sötern.
    - Kraft Anton Wilhelm (1684–1751), Ritter des Württembergischen Jagdordens
      - Josef Anton Damian (1720–1778)
      - Franz Wilhelm (1725–1798), Dompropst zu Köln und letzter Graf zu Oettingen-Baldern.